# Themira annulipes
Themira annulipes är en tvåvingeart som först beskrevs av Johann Wilhelm Meigen 1826.  Themira annulipes ingår i släktet Themira och familjen svängflugor. Arten är reproducerande i Sverige. Inga underarter finns listade i Catalogue of Life.